# Escuela Militar de Aeronáutica
La Escuela Militar de Aeronáutica (EMA) es un instituto de formación de la Fuerza Aérea Uruguaya, que bajo la dependencia del Comando Aéreo de Personal, tiene la función de llevar a cabo la formación de todos los oficiales de la Fuerza Aérea en el país.

## Historia
En 1912, época en la que la aviación era una novedad, y diferentes países habían comenzado a establecer instituciones dedicadas a su desarrollo, el Ministerio de Guerra y Marina adquirió gran parte de la Estancia de Veracierto en la localidad de Los Cerrillos, Departamento de Canelones. Un año más tarde, el 17 de marzo de 1913 se creó el primer aeródromo del país y contó con el dictado de clases del piloto e instructor francés Marcel Paulette, quien había sido contratado por el gobierno uruguayo. Los primeros alumnos fueron 10 Oficiales del Ejército Nacional, que en su gran mayoría pertenecían al Arma de Artillería.
El 20 de noviembre de 1916 se instituyó por ley la Escuela Militar de Aviación, y se nombró como primer director al Cap. Juan Manuel Boiso Lanza, quien en posesión del cargo fue designado para participar de una misión militar en Francia a fines de la Primera Guerra Mundial a fin de recibir entrenamiento como piloto de combate, falleciendo 10 de agosto de 1918 en un accidente al ejecutar su último vuelo para completar el curso. Se trata del primer mártir de la Aviación Militar.     
En 1917, el Ejército Nacional adquirió un campo de 37 hectáreas sobre camino Pedro de Mendoza, a las afueras de Montevideo para instalar la institución, de la cual, el 18 de febrero de 1918 se graduaron los primeros pilotos aviadores. El predio, el cual en la actualidad, se sitúa la Base Aérea Cap. Juan Manuel Boiso Lanza, alberga la sede del Comando General de la Fuerza Aérea. El 31 de diciembre de 1935 la Escuela Militar de Aviación fue reemplazada, a través de la Ley Presupuestal, por la Aeronáutica Militar en calidad de quinta Arma del Ejército.

Distintivo de la jerarquía de Alférez egresado de la Escuela Militar de Aeronáutica, de la Fuerza Aérea Uruguaya.

El 20 de noviembre de 1937 se inauguró la actual sede de la Escuela Militar de Aeronáutica, a las afueras de Pando, Departamento de Canelones, tomando el nombre de Base Aérea “General Artigas”. El 4 de diciembre de 1953, mediante la Ley N° 12.070 se creó la Fuerza Aérea Uruguaya, con todos los elementos de la Aeronáutica Militar, convirtiéndose en una rama de las Fuerzas Armadas, dependiente del Ministerio de Defensa Nacional, al igual que el Ejército y la Armada.